# Melasina triscia
Melasina triscia är en fjärilsart som beskrevs av Edward Meyrick 1914. Melasina triscia ingår i släktet Melasina och familjen säckspinnare. Inga underarter finns listade i Catalogue of Life.